# Перец Падрон
Перец Падрон, или перец Эрбон — разновидность перца стручкового, выращиваемая в муниципалитете Падрон в провинции Ла-Корунья, Галисия, на северо-западе Испании.

## Характеристики
Перцы Падрон маленькие, около 5 см в длину, и имеют вытянутую форму. Их часто собирают, продают и едят незрелыми, когда они еще зелёные. Вкус мягкий, но некоторые экземпляры могут быть довольно острыми. Это свойство породило популярный галисийский афоризм «Os pementos de Padrón, uns pican e outros non» («Перец Падрон, одни острые, другие нет»). Растения, испытывающие стресс от засухи, имеют тенденцию давать более острый вкус. Как и некоторые другие перцы, перец Падрон по мере созревания становится более острым. Спелые плоды красные.

## История
Это разновидность перца, такая как халапеньо или серрано, одомашненная в Мезоамерике. По-видимому, он был завезён в Галисию миссионерами из францисканского монастыря Эрбон в 16 веке или, возможно, в начале 17 века, возможно, из Мексики или юго-западной части США (Новая Испания). Вполне вероятно, что оригинальные сорта, привезённые из Америки, путём искусственного отбора постепенно адаптировались к климату Галиции, мельчая и приобретая таким образом свой особый колорит.
Закон Европейского Союза защищает название «pemento de Herbón» как защищённое наименование места происхождения с 2010 года. Перец Падрон теперь выращивают и в других частях Средиземноморья и в Соединенных Штатах.

## Применение в кулинарии
Обычно жарят в свежем виде на гриле или на сковороде (иногда во фритюрнице с кипящим оливковым маслом, доставая их шумовкой), а при подаче на блюдо приправляют так называемой «крупной солью». Желательно не давать им остыть. Они обычно сопровождают другие блюда (мясо, морепродукты или рыбу) или представляют собой тапу, подаваемую с ножками («хвостиками»), которые никогда не проглатываются, но помогают их съесть. Несмотря на это, их проглатывание не представляет никакой опасности.